# Crustumerium
Crustumerium  fue una antigua ciudad del Lacio, en la frontera con el territorio de los sabinos, entre Fidenas y Eretum.

## Orígenes
Plutarco la llamó ciudad sabina, porque en tiempos posteriores fue considerada como tal, pero Dionisio de Halicarnaso dijo de ella que había sido fundada por Alba Longa al mismo tiempo que Fidenas y Nomentum  y su nombre aparece en una lista de colonias albanas proporcionada por Diodoro Sículo. Plinio el Viejo la mencionó entre las ciudades latinas, aunque añadió que no quedaban vestigios de ella en su tiempo. Otros escritores le dieron todavía más antigüedad: Casio Hemina atribuyó su fundación a los sículos; Virgilio, siguiendo a este último, la incluyó entre las cinco grandes ciudades que se opusieron por las armas a Eneas; Silio Itálico la llamó priscum Custumium, aunque le dio menos antigüedad que a Antemnas.

## Historia
Crustumerium aparece mencionada por primera vez entre las ciudades que tomaron las armas contra Rómulo para vengar el rapto de sus mujeres durante las Consualia. Sin embargo, en vez de unir sus fuerzas contra el enemigo común, se opusieron a los romanos individualmente y fueron derrotadas una tras otra. Rómulo tomó Crustumerium, se llevó una parte de sus ciudadanos a Roma y estableció una colonia en la ciudad.
En el siglo VI a. C., fue una de las ciudades conquistadas por Tarquinio Prisco en los prisci Latini, por lo quizá había recuperado su independencia. En esta ocasión, Dionisio de Halicarnaso escribió que recibió una nueva colonia. Sin embargo, esto no aseguró su lealtad, puesto que fue de nuevo capturada en el año 499 a. C.
A partir de ese momento, su destino se vio ligado al de Roma y su territorio se vio sometido a repetidas incursiones sabinas. En el año 447 a. C., cuando el ejército romano se rebeló contra los decenviros que lo lideraba, se retiró a Crustumerium, ya en territorio romano y no sabino. Varrón llama a esto secessio Crustumerina, aunque se refiere a la primera secesión de la plebe en el monte Sacro y, por lo tanto, siguió a otras fuentes distintas de las de los analistas augústeos. Sin embargo, es casi imposible reconciliar ambos episodios, a menos que se sitúe el monte Sacro en territorio de Crustumerium.